# Eredivisie 2010/11 (vrouwenvoetbal)
De Eredivisie is de hoogste Nederlandse voetbalcompetitie voor vrouwen. Hier staan zaken die te maken hebben met de Eredivisie tijdens het seizoen 2010/11.
Dit was het vierde seizoen van de Eredivisie waarvoor acht teams waren geselecteerd. In vergelijking met voorgaande seizoenen waren VVV-Venlo en FC Zwolle nieuw. Er was sprake van een gesloten competitie waardoor er geen degradatie mogelijk was. De clubs kwamen drie keer tegen elkaar uit.
Begin juli maakte de KNVB de eerste veertien speelronden bekend. Speelronden 15 tot en met 21 werden na de 14e speelronde bekendgemaakt. Daarbij werd de stand van dat moment gebruikt voor de verdeling van uit- en thuiswedstrijden. Speelrondes 9 en 10 werden naar voren gehaald wegens een vriendschappelijk toernooi van het Nederlands elftal in Brazilië in december.
In de laatste speelronde werd FC Twente landskampioen.

## Teams
Tijdens het seizoen 2010/11 spelen de volgende teams in de Eredivisie:
| Club          | Plaats     | Stadion                          | Trainer                  |
| ------------- | ---------- | -------------------------------- | ------------------------ |
| ADO Den Haag  | Den Haag   | Kyocera Stadion                  | Sarina Wiegman-Glotzbach |
| AZ            | Alkmaar    | TATA Steel Stadion (Velsen-Zuid) | Ed Engelkes              |
| sc Heerenveen | Heerenveen | Sportpark Skoatterwâld           | Rick Mulder              |
| FC Twente     | Enschede   | De Grolsch Veste                 | Mary Kok-Willemsen       |
| FC Utrecht    | Utrecht    | Sportcomplex Zoudenbalch         | Mark Verkuijl            |
| VVV-Venlo     | Venlo      | Seacon Stadion - De Koel -       | Rick de Rooij            |
| Willem II     | Tilburg    | Sportcomplex Bijstervelden       | Peter Coumans            |
| FC Zwolle     | Zwolle     | Sportpark Be Quick '28           | Bert Zuurman             |

## Ranglijst

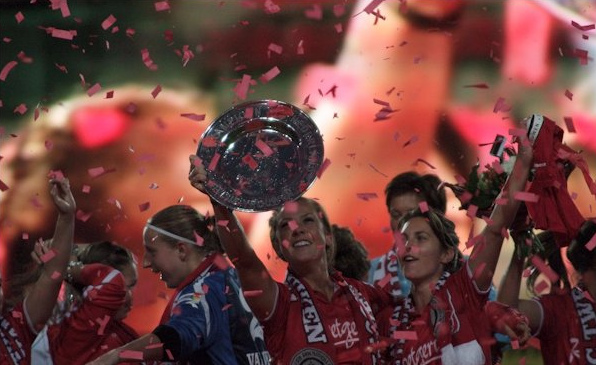
FC Twente werd kampioen.

| Pos | Team          | Wed | W  | G | V  | Ptn | DV | DT | +/− | Kwalificatie                  |
| --- | ------------- | --- | -- | - | -- | --- | -- | -- | --- | ----------------------------- |
| 1   | FC Twente (K) | 21  | 13 | 5 | 3  | 44  | 39 | 20 | +19 | UEFA Women's Champions League |
| 2   | ADO Den Haag  | 21  | 13 | 4 | 4  | 43  | 53 | 24 | +29 |                               |
| 3   | AZ            | 21  | 12 | 4 | 5  | 40  | 43 | 25 | +18 |                               |
| 4   | sc Heerenveen | 21  | 9  | 7 | 5  | 34  | 33 | 30 | +3  |                               |
| 5   | FC Utrecht    | 21  | 7  | 9 | 5  | 30  | 30 | 29 | +1  |                               |
| 6   | VVV-Venlo     | 21  | 3  | 8 | 10 | 17  | 27 | 44 | −17 |                               |
| 7   | Willem II     | 21  | 3  | 3 | 15 | 12  | 22 | 40 | −18 |                               |
| 8   | FC Zwolle     | 21  | 2  | 4 | 15 | 10  | 21 | 56 | −35 |                               |

## Programma met uitslagen
1. ↑  Wedstrijd op 23 september in de 27e minuut gestaakt bij een 1–1 stand, wegens onweer.
2. ↑  Wedstrijd op 23 september in de 49e minuut gestaakt bij een 1–1 stand, wegens onweer.
3. ↑  Wedstrijd op 11 november in de 47e minuut gestaakt bij een 1–0 stand, wegens onbespeelbaar veld door hevige regenval.

## Kruistabel

### 1e en 2e derde
| Thuis \ Uit   | ADO | AZ  | HEE | TWE | UTR | VVV | WIL | ZWO |
| ------------- | --- | --- | --- | --- | --- | --- | --- | --- |
| ADO Den Haag  |     | 2–3 | 2–2 | 2–2 | 4–1 | 5–1 | 2–1 | 3–0 |
| AZ            | 1–2 |     | 2–2 | 1–2 | 2–2 | 0–0 | 3–1 | 3–2 |
| sc Heerenveen | 2–1 | 0–1 |     | 2–0 | 0–0 | 3–2 | 2–1 | 1–1 |
| FC Twente     | 2–2 | 2–1 | 3–2 |     | 0–0 | 2–0 | 1–0 | 1–0 |
| FC Utrecht    | 2–1 | 1–0 | 2–2 | 1–1 |     | 1–0 | 2–2 | 3–2 |
| VVV-Venlo     | 2–2 | 0–3 | 2–3 | 1–4 | 1–0 |     | 3–1 | 5–2 |
| Willem II     | 1–2 | 1–3 | 1–3 | 2–1 | 3–1 | 1–1 |     | 2–0 |
| FC Zwolle     | 0–5 | 1–2 | 0–1 | 0–2 | 1–3 | 1–1 | 1–0 |     |

### 3e derde
| Thuis \ Uit   | ADO | AZ  | HEE | TWE | UTR | VVV | WIL | ZWO |
| ------------- | --- | --- | --- | --- | --- | --- | --- | --- |
| ADO Den Haag  |     | 0–3 |     |     | 4–0 | 3–0 |     | 5–0 |
| AZ            |     |     | 3–1 | 1–2 |     | 7–3 | 1–0 |     |
| sc Heerenveen | 0–2 |     |     |     | 2–1 | 1–1 |     | 2–2 |
| FC Twente     | 0–2 |     | 3–0 |     |     | 1–0 | 4–1 |     |
| FC Utrecht    |     | 0–0 |     | 1–1 |     |     | 2–1 |     |
| VVV-Venlo     |     |     |     |     | 1–1 |     | 1–1 | 2–2 |
| Willem II     | 1–2 |     | 0–2 |     |     |     |     | 1–3 |
| FC Zwolle     |     | 1–3 |     | 1–5 | 1–6 |     |     |     |

## Statistieken

### Aantal goals per speelronde
| 11 |

| 12 |

| 7 |

| 12 |

| 10 |

| 10 |

| 8 |

| 15 |

| 18 |

| 12 |

| 18 |

| 16 |

| 11 |

| 14 |

| 18 |

| 15 |

| 13 |

| 10 |

| 10 |

| 11 |

| 17 |

| 12.8 |

| Eredivisie | Totaal: 268 Doelpunten |

| Eredivisie | Totaal: 268 Doelpunten |

### Topscorers
| Pos.             | Speler                       | Club             | Goals |
| ---------------- | ---------------------------- | ---------------- | ----- |
| 1                | Chantal de Ridder            | AZ               | 19    |
| 2                | Lisanne Grimberg             | ADO Den Haag     | 14    |
| 2                | Renate Jansen                | ADO Den Haag     | 14    |
| 4                | Lisanne Vermeulen            | FC Zwolle        | 11    |
| 5                | Marlous Pieëte               | FC Twente        | 10    |
| 5                | Dominique Vugts              | FC Utrecht       | 10    |
| 7                | Sylvia Smit                  | sc Heerenveen    | 9     |
| 7                | Lieke Martens                | VVV-Venlo        | 9     |
| 9                | Shanice van de Sanden        | sc Heerenveen    | 8     |
| 10               | Claudia van den Heiligenberg | AZ               | 7     |
| 10               | Nangila van Eyck             | sc Heerenveen    | 7     |
| 12               | 4 speelsters                 | 4 speelsters     | 6     |
| 16               | 4 speelsters                 | 4 speelsters     | 5     |
| 20               | 5 speelsters                 | 5 speelsters     | 4     |
| 25               | 7 speelsters                 | 7 speelsters     | 3     |
| 32               | 16 speelsters                | 16 speelsters    | 2     |
| 48               | 28 speelsters                | 28 speelsters    | 1     |
| Eigen doelpunten | Eigen doelpunten             | Eigen doelpunten | 5     |
| Totaal:          | Totaal:                      | Totaal:          | 268   |
| Wedstrijden:     | Wedstrijden:                 | Wedstrijden:     | 84    |
| Gemiddelde:      | Gemiddelde:                  | Gemiddelde:      | 3.19  |

6 Goals
- Anouk Dekker (FC Twente)
- Ellen Jansen (FC Twente)
- Rowena Blankestijn (FC Utrecht)
- Vanity Lewerissa (VVV-Venlo)

5 Goals
- Desiree van Lunteren (AZ)
- Maayke Heuver (FC Twente)
- Kirsten Koopmans (FC Utrecht)
- Mauri van de Wetering (Willem II)

4 Goals
- Mandy van den Berg (ADO Den Haag)
- Sheila van den Bulk (ADO Den Haag)
- Lenie Onzia (VVV-Venlo)
- Daniëlle van de Donk (Willem II)
- Jette van Vlerken (Willem II)

3 Goals
- Marelle Worm (ADO Den Haag)
- Annelies Tump-Zondag (AZ)
- Cynthia Beekhuis (sc Heerenveen)
- Siri Worm (FC Twente)

3 Goals (Vervolg)
- Manon van den Boogaard (FC Utrecht)
- Marjolijn van den Bighelaar (Willem II)
- Judith Frijlink (FC Zwolle)

2 Goals
- Jeanine van Dalen (ADO Den Haag)
- Lucienne Reichardt (ADO Den Haag)
- Sabine Verheul (ADO Den Haag)
- Jill Wilmot (ADO Den Haag)
- Linda Bakker (AZ)
- Loïs Oudemast (AZ)
- Suzanne Marees (AZ)
- Nathalie Kothai (sc Heerenveen)

2 Goals (Vervolg)
- Sherida Spitse (sc Heerenveen)
- Marloes de Boer (FC Twente)
- Caitlin Farrell (FC Twente)
- Tessa Oudejans (FC Utrecht)
- Shirley Kocacinar (VVV-Venlo)
- Renée Slegers (Willem II)
- Lydia Borg (FC Zwolle)
- Mariska Kogelman (FC Zwolle)

1 Goal
- Arlette Almeida (ADO Den Haag)
- Jet Bavelaar (ADO Den Haag)
- Sylvia Nooij (ADO Den Haag)
- Leonne Stentler (ADO Den Haag)
- Dyanne Bito (AZ)
- Jessica Fishlock (AZ)
- Si Shut Hau (sc Heerenveen)
- Wendy Mulder (sc Heerenveen)
- Marianne van Brummelen (FC Twente)
- Marloes Hulshof (FC Twente)
- Joyce Mijnheer (FC Twente)
- Ashley Nick (FC Twente)
- Joniek Bonnes (FC Utrecht)
- Babiche Roof (FC Utrecht)

1 Goal (Vervolg)
- Mandy Versteegt (FC Utrecht)
- Colette van Aalst (VVV-Venlo)
- Bibi Cox (VVV-Venlo)
- Kika van Es (VVV-Venlo)
- Djarmelza van Putten (VVV-Venlo)
- Aniek Schepens (VVV-Venlo)
- Christa Stuart (VVV-Venlo)
- Maran van Erp (Willem II)
- Marlou Jacobs (Willem II)
- Nikki van de Pas (Willem II)
- Karin Stevens (Willem II)
- Suzanne Herpel (FC Zwolle)
- Bouchra Moudou (FC Zwolle)
- Doreen Nabwire (FC Zwolle)

Eigen doelpunten
- Jessica Fishlock (AZ, tegen FC Utrecht)
- Roxanne van den Berg (sc Heerenveen, tegen ADO Den Haag)
- Marieke de Boer (sc Heerenveen, tegen FC Twente)
- Joniek Bonnes (FC Utrecht, tegen ADO Den Haag)
- Mandy Glaudemans (Willem II, tegen AZ)

## Belangrijke transfers
| Naam                  | Oude club        | Nieuwe club                    |
| --------------------- | ---------------- | ------------------------------ |
| Roxanne van den Berg  | AZ               | sc Heerenveen                  |
| Janneke Bijl          | FC Utrecht       | Stopt                          |
| Niki de Cock          | Willem II        | Lierse SK ()                   |
| Marissa Compier       | ADO Den Haag     | FC Utrecht                     |
| Bibi Cox              | sc Heerenveen    | VVV-Venlo                      |
| Alexandra Culvin      | Everton LFC ()   | AZ                             |
| Alexandra Culvin      | AZ               | Bristol Academy WFC () *       |
| Petra Dugardein       | ADO Den Haag     | Stopt *                        |
| Kika van Es           | Willem II        | VVV-Venlo                      |
| Caitlin Farrell       | WFU ()           | FC Twente                      |
| Caitlin Farrell       | FC Twente        | Philadelphia Independence () * |
| Jessica Fishlock      | AZ               | Bristol Academy WFC () *       |
| Amber van der Heijde  | FC Twente        | AZ                             |
| Petra Hogewoning      | FC Utrecht       | Zvezda 2005 Perm ()            |
| Anouk Hoogendijk      | FC Utrecht       | Bristol Academy WFC () *       |
| Mariska Kogelman      | sc Heerenveen    | FC Zwolle                      |
| Kirsten Koopmans      | ADO Den Haag     | FC Utrecht                     |
| Daphne Koster         | Sky Blue FC ()   | AZ *                           |
| Roos Kwakkenbos       | FC Utrecht       | Stopt                          |
| Lieke Martens         | sc Heerenveen    | VVV-Venlo                      |
| Bouchra Moudou        | AZ               | FC Zwolle                      |
| Doreen Nabwire        | Werder Bremen () | FC Zwolle                      |
| Ashley Nick           | USC ()           | FC Twente                      |
| Nadja Olthuis         | sc Heerenveen    | FC Zwolle                      |
| Lenie Onzia           | FC Twente        | VVV-Venlo                      |
| Mirte Roelvink        | FC Twente        | FCR 2001 Duisburg              |
| Shanice van de Sanden | FC Utrecht       | sc Heerenveen                  |
| Renée Slegers         | Willem II        | Djurgårdens IF () *            |
| Karin Stevens         | Willem II        | Lierse SK () *                 |
| Sandra Swinkels       | Willem II        | VVV-Venlo                      |
| Sari van Veenendaal   | FC Utrecht       | FC Twente                      |
| Lisanne Vermeulen     | FC Utrecht       | FC Zwolle                      |
| Dominique Vugts       | Willem II        | FC Utrecht                     |
| Veerle Willekens      | Willem II        | Lierse SK ()                   |

* Tijdens dit seizoen.
ADO Den Haag · AZ · sc Heerenveen · FC Twente · FC Utrecht · VVV-Venlo · Willem II · FC Zwolle
2007/08 · 2008/09 · 2009/10 · 2010/11 · 2011/12 · 2012/13 · 2013/14 · 2014/15 · 2015/16 · 2016/17 · 2017/18 · 2018/19 · 2019/20 · 2020/21 · 2021/22 · 2022/23 · 2023/24 · 2024/25

Eredivisie · Women's BeNe League · BeNe League Orange · KNVB Beker · Supercup · Eredivisie Cup · UEFA Women's Champions League